# Vincenzo Pernicone
Vincenzo Pernicone (* 31. Mai 1903 in Regalbuto; † 1982 in Genua) war ein italienischer Romanist, Mediävist und Grammatiker.

## Leben und Werk
Pernicone war von 1942 bis 1957 Professor für italienische Literatur in Turin, dann an der Universität Genua. Er war Mitherausgeber der Zeitschrift Giornale storico della letteratura italiana.
Sehr erfolgreich war die mit seinem Freund Salvatore Battaglia verfasste italienische Grammatik von 1951.

## Werke
- Fra rime e novelle del Sacchetti, Florenz 1942
- (mit Salvatore Battaglia) Grammatica italiana, Turin 1951
- Studi danteschi e altri saggi, hrsg. von Matilde Dillon Wanke, Genua 1984 (Einführung durch Domenico De Robertis)

### Herausgebertätigkeit
- (Hrsg.) Boccaccio, Il Decameron. Disegno dell’opera e novelle scelte, Florenz 1933
- (Hrsg.) Boccaccio, Il Decameron e antologia delle opere minori, Florenz 1936
- (Hrsg.) Boccaccio, Il filostrata e il Ninfale fiesolano, Bari 1937
- (Hrsg.) Boccaccio, L'elegia di Madonna Fiammetta, con le chiose inedite, Bari 1939
- (Hrsg.) Franco Sacchetti, Il trecentonovelle, Florenz 1946
- (Hrsg.) Angelo Poliziano, Stanze cominciate per la giostra di Giuliano De’ Medici, Turin 1954
- (Hrsg. mit Michele Barbi) Dante Alighieri, Rime della maturità e dell’esilio, Florenz 1969 (in: Opere di Dante 3)
- (Hrsg. mit Michele Barbi und Francesco Maggini) Dante Alighieri, Rime, Bologna 1972